# مالینا وایسمن
مالینا وایسمن (انگلیسی: Malina Weissman؛ زادهٔ ۱۲ مارس ۲۰۰۳) بازیگر و مدل اهل ایالات متحده آمریکا است. وی از سال ۲۰۱۳ میلادی تاکنون مشغول فعالیت بوده‌است.
از فیلم‌ها یا برنامه‌های تلویزیونی که وی در آن نقش داشته‌است می‌توان به نه جان، لاک‌پشت‌های نینجا، مجموعه حوادث ناگوار و سوپرگرل اشاره کرد.